# Polohî-Ciobitkî, Pereiaslav-Hmelnițki
Polohî-Ciobitkî (în ucraineană Пологи-Чобітки) este un sat în comuna Lețkî din raionul Pereiaslav-Hmelnițki, regiunea Kiev, Ucraina.

## Demografie
Componența lingvistică a localității Polohî-Ciobitkî
     Ucraineană (98,63%)
     Rusă (1,37%)
Conform recensământului din 2001, majoritatea populației localității Polohî-Ciobitkî era vorbitoare de ucraineană (98,63%), existând în minoritate și vorbitori de rusă (1,37%).